# Makibären
Die Makibären oder Olingos (Bassaricyon) sind eine in Mittel- und Südamerika lebende Gattung der Kleinbären (Procyonidae). Der Name der Gattung ist von ihrer Ähnlichkeit zu den Makis abgeleitet. Die Gattung umfasst vier Arten, die bekannteste ist der Mittelamerika-Makibär (Bassaricyon gabbii), der auch „Olingo“ genannt wird.

## Beschreibung
Makibären sind langgestreckte, kurzbeinige Tiere mit langem Schwanz. Ihr kurzes, weiches Fell ist an der Oberseite gräulich oder braun gefärbt, die Unterseite ist heller, hellgelb oder weiß. Das Gesicht ist durch die spitze Schnauze, die kleinen, gerundeten Ohren und die relativ großen Augen charakterisiert. Der Schwanz ist buschig und mit angedeuteten dunklen Ringeln versehen. Im Gegensatz zu ihrem nächsten Verwandten, dem Wickelbären, können Makibären diesen allerdings nicht als Greifschwanz verwenden. Die Tiere erreichen eine Kopf-Rumpf-Länge von 35 bis 48 Zentimetern, eine Schwanzlänge von 40 bis 48 Zentimetern und ein Gewicht von 1 bis 1,5 Kilogramm. Aufgrund ihres strengen Geruchs werden die Makibären in Südamerika Olingos genannt. Dies ist eine Ableitung des Wortes oliente, welches so viel wie übelriechend bedeutet.

## Verbreitungsgebiet und Lebensraum
Das Verbreitungsgebiet der Makibären erstreckt sich von Nicaragua bis Bolivien und das nördliche Brasilien. Ihr Lebensraum sind tropische Regenwälder bis in 2000 Metern Höhe und Nebelwälder mit bis zu 2750 Metern Seehöhe (Bassaricycon neblina).

## Lebensweise
Makibären sind nachtaktive Baumbewohner, die nur selten auf den Boden kommen. Tagsüber schlafen sie in einem mit Blättern ausgekleideten Nest in einer Baumhöhle, in der Nacht begeben sie sich auf Nahrungssuche. Sie sind ausgezeichnete Kletterer und können gut springen. Sie leben einzelgängerisch oder in Paaren, vergesellschaften sich aber manchmal mit Nachtaffen, Wickelbären oder Opossums.

## Nahrung
Makibären ernähren sich hauptsächlich von Früchten, nehmen aber in stärkerem Ausmaß als Wickelbären auch fleischliche Nahrung wie Insekten und kleine Wirbeltiere zu sich.

## Fortpflanzung
Über die Fortpflanzung der Makibären ist nicht viel bekannt. Nach einer Tragzeit von rund 75 Tagen kommt in der Regel ein einzelnes Jungtier zur Welt. Dieses öffnet mit einem Monat die Augen, nimmt mit zwei Monaten erstmals feste Nahrung zu sich und erreicht die Geschlechtsreife mit rund zwei Jahren. Die Lebenserwartung in freier Natur wird auf rund 10 Jahre geschätzt, Tiere in menschlicher Obhut können 25 Jahre alt werden.

## Systematik und Arten
Die Makibären bilden zusammen mit dem Wickelbär die Unterfamilie Potosinae innerhalb der Kleinbären. Nach einer Revision der Gattung durch den US-amerikanischen Zoologen Kristofer Helgen und Kollegen werden heute vier Makibärarten anerkannt.
- Der Makibär (Bassaricyon alleni) lebt in Südamerika östlich der Anden (von Kolumbien bis Guyana im Osten und Bolivien im Süden).
- Der Chocó-Makibär (Bassaricyon medius) kommt in Kolumbien und Ecuador westlich der Anden und im Osten von Panama vor.
- Der Mittelamerika-Makibär (Bassaricyon gabbii) kommt vom nördlichen Nicaragua über Costa Rica bis in die westpanamaische Provinz Chiriquí vor.
- Der Anden-Makibär (Bassaricyon neblina) lebt in den Nebelwäldern der nördlichen Anden.

Die verwandtschaftlichen Beziehungen zeigt das folgende Kladogramm:
|  | Mittelamerika-Makibär (Bassaricyon gabbii)                                                          |
|  | |
|  | \| \| Makibär (Bassaricyon alleni) \| \| \| \| \| \| Chocó-Makibär (Bassaricyon medius) \| \| \| \| |
|  | |
|  | Makibär (Bassaricyon alleni)                                                                        |
|  | |
|  | Chocó-Makibär (Bassaricyon medius)                                                                  |
|  | |

|  | Makibär (Bassaricyon alleni)       |
|  |                                    |
|  | Chocó-Makibär (Bassaricyon medius) |
|  |                                    |

|  | Mittelamerika-Makibär (Bassaricyon gabbii)                                                          |
|  | |
|  | \| \| Makibär (Bassaricyon alleni) \| \| \| \| \| \| Chocó-Makibär (Bassaricyon medius) \| \| \| \| |
|  | |
|  | Makibär (Bassaricyon alleni)                                                                        |
|  | |
|  | Chocó-Makibär (Bassaricyon medius)                                                                  |
|  | |

|  | Makibär (Bassaricyon alleni)       |
|  |                                    |
|  | Chocó-Makibär (Bassaricyon medius) |
|  |                                    |